# Milan Škoda
Milan Škoda (Praga, 16 de janeiro de 1986), é um futebolista checo que atua como Atacante. Defende atualmente o Slavia Praga.

## Carreira
Milan Škoda fez parte do elenco da Seleção Tcheca de Futebol da Eurocopa de 2016.